# Scenen
Scenen (bestämd form av scen) är en beskrivning av flera mer eller mindre löst sammanhållna gemenskaper. Termen kan användas inom flera områden för att beteckna de mest upphöjda inom en genre, såsom den Svenska hiphop-scenen eller Konst-scenen.